# Ingang Tennisbaan

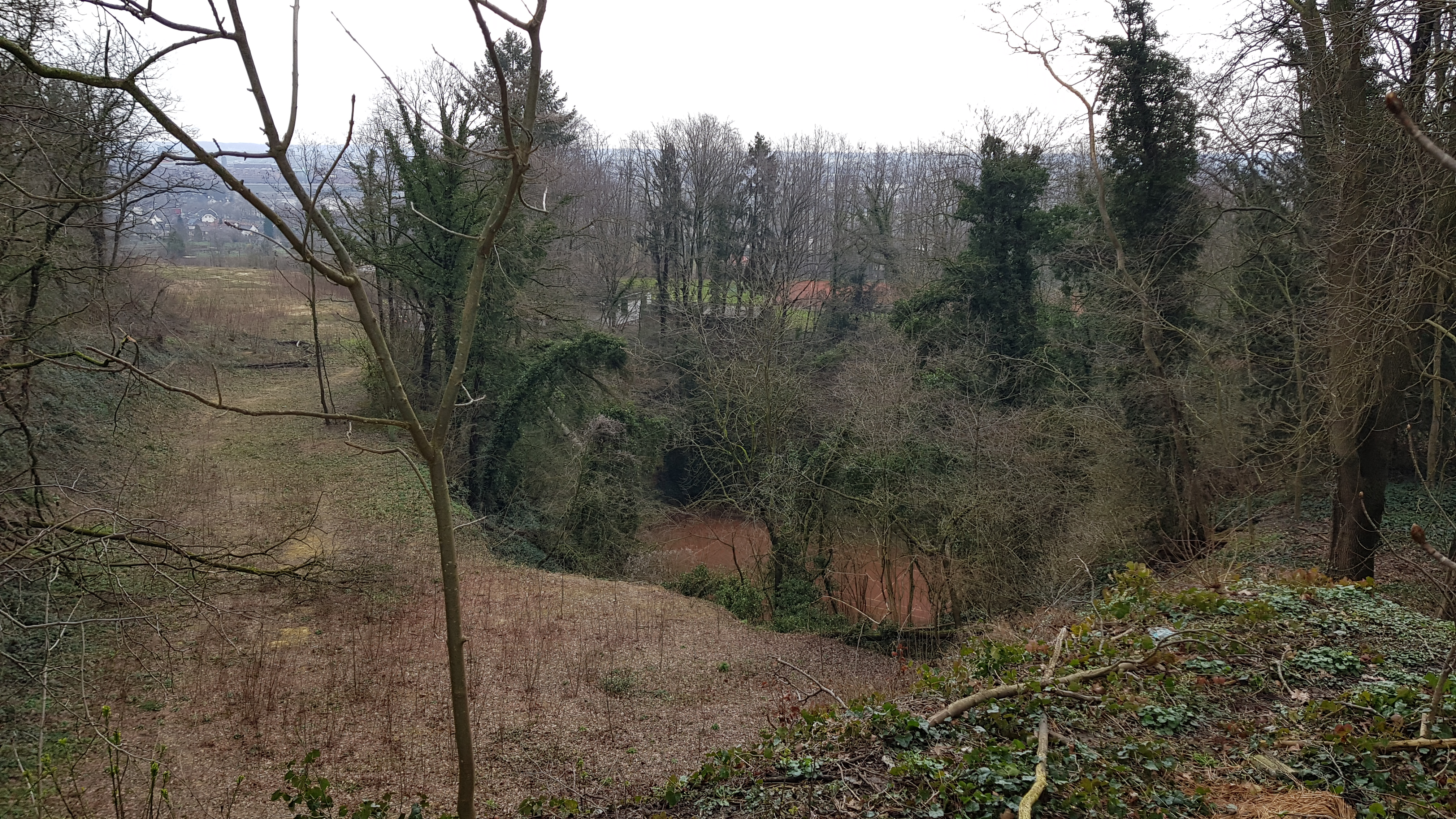
De locatie van de dagbouwgroeve anno 2020

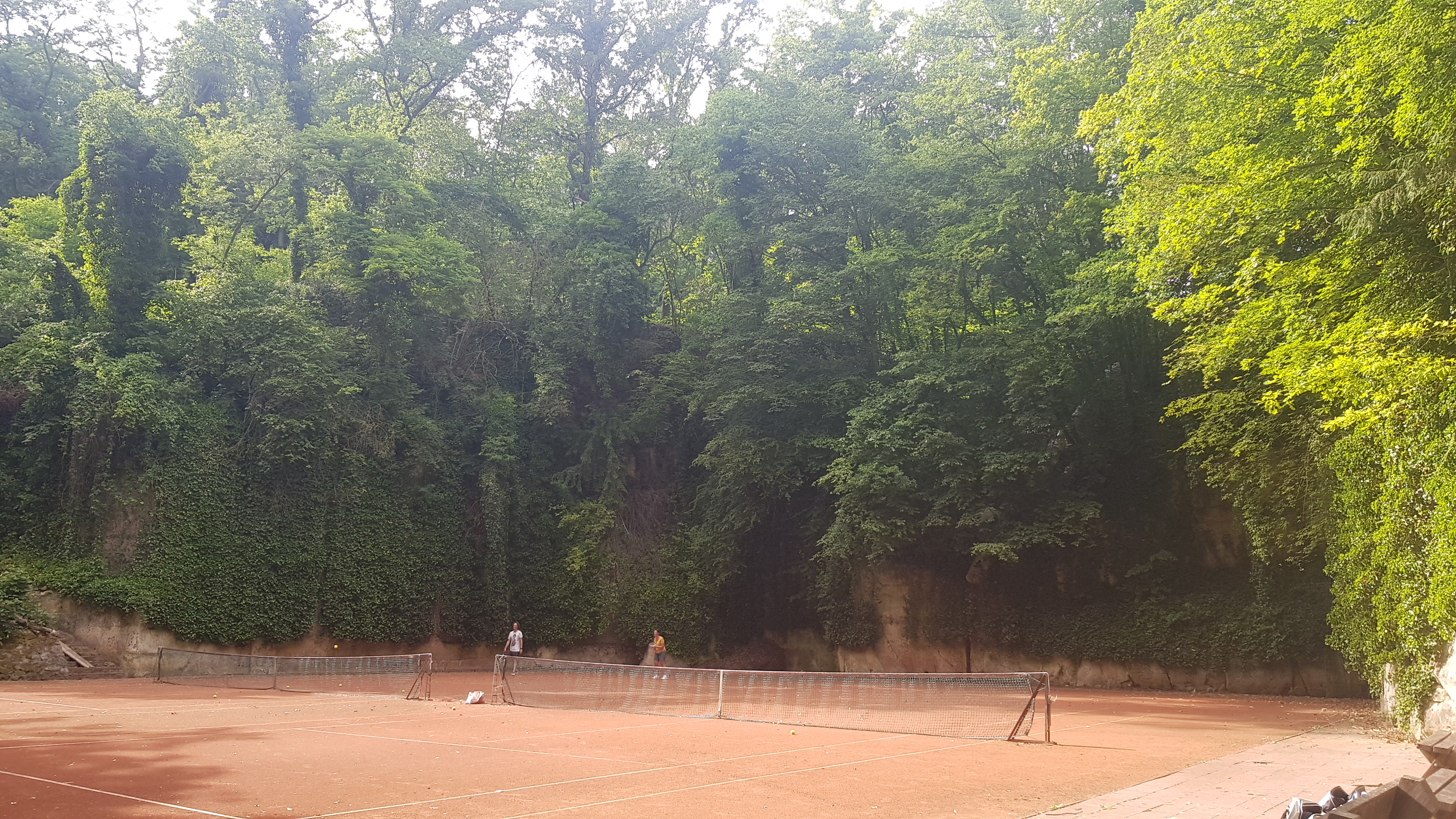
De tennisbaan in 2021

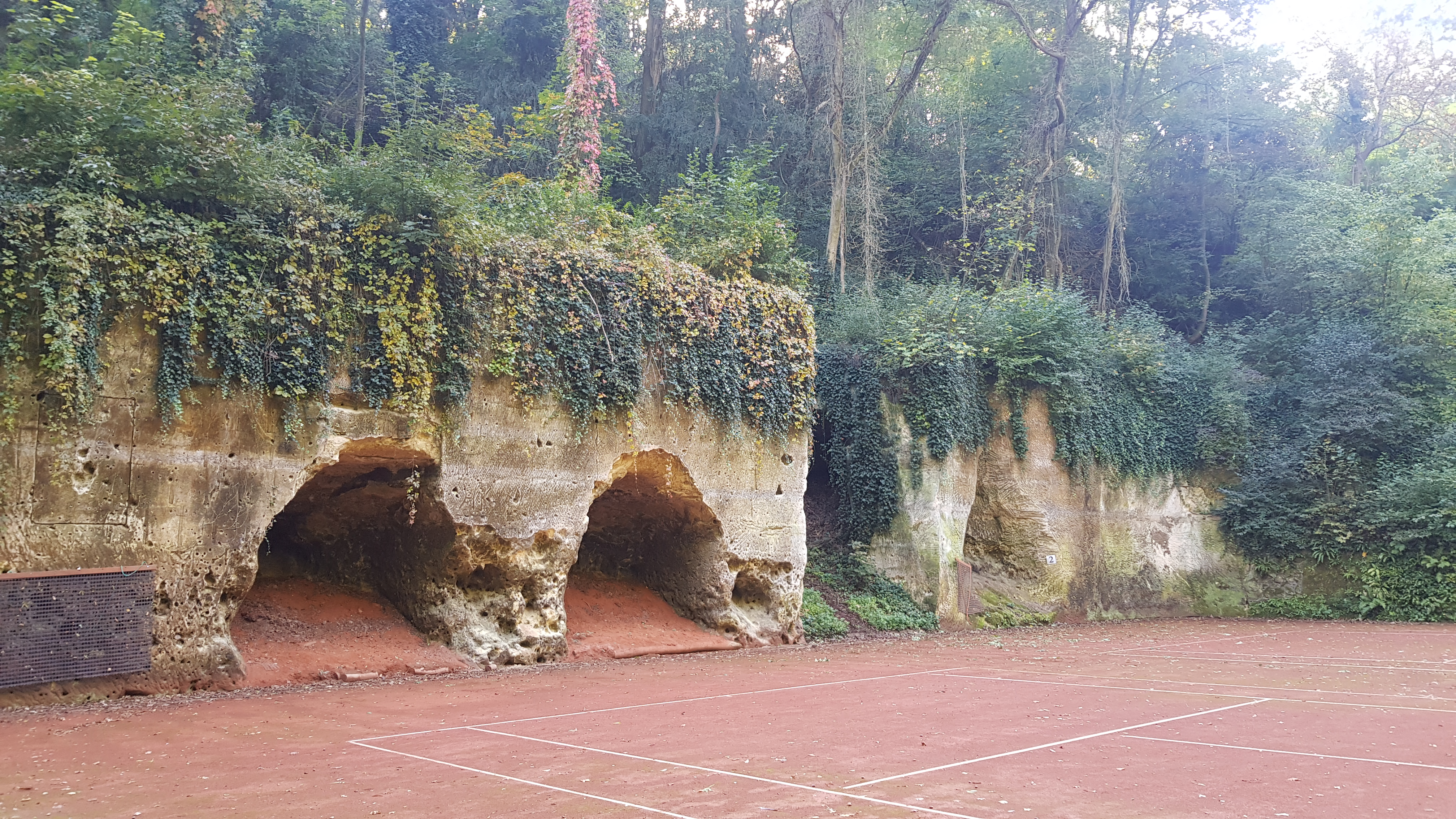

De Ingang Tennisbaan of Groeve Sint Pieter was een ingang van het Gangenstelsel Zonneberg en Limburgse mergelgroeve in de Sint-Pietersberg in Nederlands Zuid-Limburg in de gemeente Maastricht. De ingang lag ten zuidwesten van de Kerk van Sint-Pieter boven in Sint Pieter op de oostelijke helling van de Sint-Pietersberg en het Plateau van Caestert in de westelijke helling van het Maasdal. De locatie bevindt zich aan het begin van de 21e eeuw op het terrein van de ENCI Personeel Vereniging (EPV) ter plaatse van de tennisbaan.
Op ongeveer 95 meter naar het noordoosten lag de Ingang achter de kerk en op ongeveer 370 meter naar het zuidoosten ligt de in de 21e eeuw nog bestaande ingang van het Gangenstelsel Zonneberg.
In het landschap zijn de krater van de dagbouwgroeve en de holle weg waarin het smalspoor lag nog duidelijk in het landschap herkenbaar en ligt er tegenwoordig op een deel van het smalspoorttraject een voetpad.

## Geschiedenis
Tot 1916 was de mergelgroeve, Groeve Sint Pieter, eigendom van de burgemeester Ceulen van Sint Pieter. Hij had in zijn groeve destijds drie werknemers in dienst die losse mergel produceerden. Tijdens de Eerste Wereldoorlog ontstond er in Nederland een tekort aan kalk en dat betekende een opleving van de kalksteenwinning in Zuid-Limburg. Daarbij werden er bestaande groeves weer ontgonnen en uitgebreid en ook nieuwe groeves aangelegd.
In 1916 kocht de Rotterdamse NV Maatschappij tot exploitatie van de groeve St. Pieter de Groeve Sint Pieter om hier kalksteen te gaan delven en sindsdien heette deze exploitatie de Sint Pietersberggroef I. Het bedrijf had ongeveer 70 werknemers in dienst. De Groeve Sint Pieter werd ontwikkeld tot een grootschalige dagbouwgroeve (ter plaatse van het latere tennisterrein van de EPV) en tegelijkertijd bleef het bedrijf ook ondergronds kalksteen delven via een of meerdere ingangen (van Ingang Tennisbaan). De gedolven mergel vervoerde men met kiepwagentjes op een smalspoor rechtstreeks naar het Kanaal Luik-Maastricht. Het tracé van dit smalspoor verliep vanuit de dagbouwgroeve door een holle weg, kwam langs het kantoor van de exploitatiemaatschappij (anno 2019 in gebruik als parochiezaal op Ursulinenweg 20), ging onder een bruggetje door waarover de Ursulinenweg liep en eindigde bij een loods aan de Lage Kanaaldijk 79 alwaar de kalksteen werd gelost. Het tracé liep grotendeels parallel aan de Houwsteeg die ongeveer 40 meter noordelijker lag en had een totale lengte van ongeveer 470 meter waarbij een hoogteverschil van 30 meter werd overbrugd. Aanvankelijk werd er gereden met een stoomloc, later werd dit vervangen door een systeem waarbij een volle neerwaartsgaande trein via een kabel de lege trein omhoog trok.
In 1917 vond er ten zuidwesten van de dagbouwgroeve een grote instorting plaats. Hierbij verzonk er een stuk grond met een oppervlakte van honderd vierkante meter waardoor er een groot gat ontstond, evenals grote scheuren in het omliggende terrein. De instorting was het gevolg van dat er in het ondergrondse Gangenstelsel Zonneberg enkele zuilen bezweken waren en het dak van dit deel van het gangenstelsel geheel omlaag is gezakt.
Na de Eerste Wereldoorlog kwam de opleving van de kalksteenwinning weer ten einde. In 1921 werd de groeve verkocht aan CBR en werd de productie in de groeve stilgelegd. Vermoedelijk werd na de oorlog de Ingang Schietbaan afgesloten.
In 1939 werd er ten oosten van de oude ingang een nieuwe ingang gemaakt die ook in de groeve uitkwam. Deze ingang is toen met een plaatijzeren deur afgesloten.
Tijdens de Tweede Wereldoorlog was de Ingang Tennisbaan toegankelijk en meegenomen in het evacuatieplan het Sint-Pietersbergplan.